# Daniele Abbado
Daniele Abbado (Milano, 1958) è un regista teatrale e direttore artistico italiano, attivo nei principali teatri italiani ed europei.

## Biografia
Daniele Abbado inizia giovanissimo a lavorare in teatro come macchinista presso Edinburgh Festival nel 1974. Successivamente si diploma presso l'accademia d'arte drammatica Civica Scuola di Teatro Paolo Grassi e si laurea in Filosofia presso l'Università degli Studi di Pavia.
Debutta nella regia nel 1988 allo StadtTheater di Lucerna e presso il Teatro Regio di Torino.
Tra le produzioni più significative in questi anni vi sono Aleksandr Nevskij Video, realizzato con Studio Azzurro, prodotto da ORF e Rai 3 (1989) e Golem, con Moni Ovadia, a Bari, Milano, Berlino, Roma, Parigi, New York tra il 1991 e il 1993.
Significativa la collaborazione con Romaeuropa Festival, iniziata nel 1989 con una nuova versione live di Aleksandr Nevskij Video a Villa Medici, proseguita con Fiume di musica, spettacolo-kermesse che inaugura il REF 1993 sul fiume Tevere, e con lo spettacolo installativo Frammenti sull’Apocalisse nel 1995.
Nel 1988 inizia una collaborazione con l’Accademia Nazionale di Santa Cecilia di Roma per la realizzazione di spettacoli in forma semi-scenica, tra cui Der Freischütz, Fidelio e Tannhäuser, sempre con la direzione di Myung Wung Chung, oltre a Wozzeck nel 2003 con la direzione di Daniele Gatti, quest’ultimo negli spazi del nuovo Auditorium Parco della Musica.
A partire dal 1994 affronta il teatro musicale mozartiano curando le regie di Così fan tutte, Le nozze di Figaro e Don Giovanni in diversi teatri italiani ed europei.
Intensa è la sua collaborazione con compositori contemporanei tra cui Luciano Berio, Helmut Oehring, Hans Werner Henze, Giorgio Battistelli per Experimentum Mundi al Festival di Salisburgo 1999, interprete Bruno Ganz.
Altro filone di lavoro significativo è stata la messa in scena di autori del ‘900 musicale da Schönberg Berg, Weill, Ravel, Stravinskij, Honegger, Dallapiccola, Britten. L'allestimento de Il prigioniero e Il volo di notte di Luigi Dallapiccola presso il Maggio Musicale Fiorentino ha avuto il riconoscimento del Premio Abbiati 2004 come migliore spettacolo.
Nel 2002 è invitato ad assumere l’incarico di Direttore Artistico dalla Fondazione I Teatri di Reggio Emilia, impegno cui si è dedicato fino al 2012.
La sua attenzione per il teatro di Mozart si rinnova con la messa in scena di  Die Zauberflöte a Reggio Emilia, Ferrara, Baden Baden e presso Edinburgh International Festival, mentre nel 2006 realizza il progetto di una nuova produzione della trilogia Mozart-Da Ponte, i tre titoli concepiti come un unico spettacolo articolato in tre serate consecutive, che va in scena a Verona e Reggio Emilia.
Nel 2012 debutta alla Wiener Staatsoper  con Don Carlo, interpreti René Pape e Simon Keenlyside. 
Sempre nel 2012 ha ricevuto l’International Opera Awards – Oscar della Lirica come miglior regista.
Nel 2013 debutta al Teatro alla Scala con Nabucco, protagonista Leo Nucci. Lo spettacolo è coprodotto dalla Royal Opera House di Londra, dove va in scena nel 2013, 2017 e 2021, e dal Teatro del Liceu di Barcellona (2015).
Significativa nel 2015 è la produzione di Pelléas et Mélisande di Claude Debussy nei nuovi spazi del Teatro del Maggio Musicale Fiorentino, con la direzione di Daniele Gatti.
Nel 2017 torna alla Staatsoper di Vienna con la nuova produzione de Il Trovatore e con Don Carlo, alla Scala con Nabucco e al Teatro Regio di Torino con Falstaff.
Dalla sua intensa frequentazione con le opere di Giuseppe Verdi nasce la proposta dell’Istituto Nazionale di Studi Verdiani di scrivere un saggio sul teatro verdiano, che esce sulla rivista Studi verdiani 2017.
Successivamente realizza le nuove produzioni di Macbeth per il Festival Verdi di Parma (2018), Turandot, con il finale di Luciano Berio, presso il Festival Puccini di Torre del Lago 2021, e Infinite Falstaff – Racconto in sette parti tra Verdi, Shakespeare, Orson Welles e Frank Zappa, prodotto da Lausitz Festival 2021.
Nel 2023 viene invitato da Teatro Due di Parma a curare una produzione di Peer Gynt di Enrik Ibsen, con le musiche di scena di Edvard Grieg di cui cura la regia e l’adattamento per un organico di quindici attori e un’orchestra.
Nel 2024 torna al Teatro alla Scala di Milano per curare la regia di Simon Boccanegra, mentre per il Teatro Comunale di Bologna realizza un particolare progetto composto da Dido and Aeneas di Henry Purcell - completato da Cori di Didone di Luigi Nono - accostati a Die sieben Todsünden di Kurt Weill su testo di Bertolt Brecht.
Successivamente realizza, per La Fenice di Venezia, il dittico composto da La fabbrica illuminata di Luigi Nono ed Erwartung di Arnold Schönberg.

## Teatro
- I lavori Teatro Festival Parma: Quando incomincia lo spettacolo (1988, 1989), Progetto Ritsos – Agamennone (1990), Creatura di sabbia dal romanzodi Tahar Ben Jelloun (1991)
- Golem, di e con Moni Ovadia, Teatro Petruzzelli Bari, Teatro Filodrammatici Milano, (1991); Hebbel Theater Berlino, Teatro Vascello Roma, Stary Theater Kracovia, Café La Mama, New York, (1992); Théâtre du Rond-Point, Parigi, (1993)
- i progetti multimediali come Alexander Nevskij Video (1989), in collaborazione con Studio Azzurro, produzione Rai 3 e ORF rappresentato dal vivo a Vienna e a Roma nel 1989 e a Palermo nel 2008;  Che Guevara - cambiare la prosa del mondo, produzione Rai 3 - Fonit Cetra realizzato a L'Avana nel 1989 e 1990; La casa dei suoni (1992, per Sony Classical), Fiume di musica, spettacolo inaugurale dell’edizione 1993 di Romaeuropa Festival
- Frammenti sull’Apocalisse, spettacolo multimediale, interprete Moni Ovadia, Centro Videoarte del Palazzo dei Diamanti, Ferrara, 1994. Nuova versione per Romaeuropa Festival 1995 presso Villa Massimo, Roma
- Dokumentation I di Helmut Oehring, opera vincitrice del Premio Orpheus, Teatro Caio Melisso, Spoleto, 1996
- Majakovskij. L'incidente è chiuso, interprete Lucilla Morlacchi, Bari (1988), Milano (1999). Nuova versione presso Teatro Franco Parenti Milano, interprete Giovanna Bozzolo (2023)
- Der Freischütz, in forma semiscenica, produzione Accademia Nazionale di Santa Cecilia di Roma (1998), a cui sono seguiti Fidelio (2000) e Tannhauser (2001) sempre con la direzione di Chung Myung-whun
- Experimentum Mundi - Opera di musica immaginistica, di Giorgio Battistelli, Salzburger Festspiele, Salisburgo, interprete Bruno Ganz, 1999. Spettacolo riallestito presso Luzern Festival e Teatro Valli, Reggio Emilia, interprete Marco Balliani (2006)
- The rape of Lucrezia di Benjamin Britten, Teatro Carlo Felice di Genova , 1999. Lo spettacolo viene ripreso a Firenze (2001), Siviglia (2002), Reggio Emilia, Parma, Modena (2004), Madrid (2007) e ancora a Firenze, Ravenna e Reggio Emilia (2013)
- Macbeth Macerata Opera Festival, 2000
- Laborintus II e Passaggio di Luciano Berio, Teatro Carlo Felice, Genova, 2001
- Norma, Sferisterio di Macerata, 2001
- Il Processo di Alberto Colla, liberamente tratto da Der Prozess di Franz Kafka, opera vincitrice del Concorso Internazionale per il Centenario Verdiano, Prima assoluta, Teatro Valli, Reggio Emilia, Teatro alla Scala presso Piccolo Teatro Strehler, Milano, 2002
- Lohengrin, Teatro Comunale di Bologna, direttore Daniele Gatti, inaugurazione della stagione 2002. Spettacolo ripreso presso Palacio Euskalduna, Bilbao, 2004
- Jeanne D'Arc au Bûcher, di Arthur Honegger, con Irène Jacob, André Wilms, Teatro Massimo, Palermo, 2003. Lo spettacolo viene riallestito presso Palacio Carlos V per il Festival Internacional de Granada, con Aitana Sánchez-Gijón, Dario Grandinetti, sempre nel 2003
- Wozzeck, in forma semiscenica all’Accademia Nazionale di Santa Cecilia di Roma, con la direzione di Daniele Gatti , 2003
- 4.48 Psychosis di Sarah Kane, Teatro Franco Parenti, Milano, 2003 Spettacolo ripreso presso Teatro Eliseo, Roma e Teatro Due, Parma, 2005
- Il Prigioniero e Il Volo di notte, di Dallapiccola, realizzato presso Teatro Comunale di Firenze , 2004
- The Flood di Igor' Fëdorovič Stravinskij, L’Enfant et Les Sortilèges di Maurice Ravel, Teatro delle Muse, Ancona, 2004. Spettacolo riallestito a Bari, Verona, Reggio Emilia, 2006
- Die Zauberflöte di Wolfgang Amadeus Mozart, direttore Claudio Abbado, con Christof Strehl, Rachel Harnisch, Erika Miklosha, René Pape, Nicola Ulivieri, Reggio Emilia, Ferrara, Baden Baden, Modena 2005. Nel 2006 lo spettacolo viene riallestito presso Edinburgh Festival Theatre, Edinburgh, e Teatro Auditorio de El Escorial Madrid, Festival Mozart La Coruña (2007) e successivamente presso Teatro Petruzzelli Bari (2014)
- Progetto Mozart Da Ponte: Così fan tutte, Le nozze di Figaro, Don Giovanni presentati come un unico spettacolo articolato in tre serate consecutive, Verona, Reggio Emilia, 2006
- Miracolo a Milano di Giorgio Battistelli - liberamente tratto da Totò il buono di Cesare Zavattini e da Miracolo a Milano di Vittorio De Sica, Prima assoluta presso Teatro Valli, Reggio Emilia, 2007 e presso Accademia Nazionale di Santa Cecilia – Auditorium Parco della Musica, Roma, 2008
- Madama Butterfly di Giacomo Puccini, Bari, 2008. Spettacolo riallestito a Reggio Emilia, Venezia, National Center for the Performing Arts Beijing, 2009, e a Bari nel 2011 e 2019
- Falstaff, Cagliari (2008 e 2016), Torino (2017)
- Ermione di Gioachino Rossini, direttore Roberto Abbado, Rossini Opera Festival, 2008
- A Midsummer Night’s Dream di Benjamin Britten, direttore Jonathan Web, con Trinity Boys Choir, Norah Amsellem, Stephan Genz, Jonathan Lemalu, Bari, Reggio Emilia, 2009
- Rigoletto, direttore Chung Myung-whun, con Roberto Frontali, Gran Teatro La Fenice di Venezia 2010; Venezia, Reggio Emilia, 2011
- Don Carlo, direttore Franz Welser-Möst, con René Pape, Ramón Vargas, Krassimira Stoyanova, Simon Keenlyside, Luciana D’Intino[, Wiener Staatsoper, 2012. Spettacolo riallestito nel 2013, 2014, 2015, 2016, 2017, 2019, 2021
- Nabucco, Teatro alla Scala di Milano, interprete Leo Nucci (2013, 2017), Gran Teatre del Liceu di Barcellona , interprete Ambrogio Maestri (2015),  Royal Opera House di Londra nel 2013,interprete Plácido Domingo, nel 2016 interprete Leo Nucci, e nel 2021, interprete Enkhbatyn Amartüvshin
- Pelléas et Mélisande di Claude Debussy, direttore Daniele Gatti, Teatro del Maggio Musicale Fiorentino, 2015
- Il Trovatore, con Roberto Alagna, Anna Jur'evna Netrebko, Luciana D'Intino, Ludovic Tézier, Wiener Staatsoper 2017, 2019 e 2025
- Macbeth (versione 1847), con Luca Salsi, Anna Pirozzi, Michele Pertusi, Festival Verdi - Teatro Regio di Parma 2018; Cagliari, Tbilisi, 2019
- Turandot di Giacomo Puccini, con il Finale di Luciano Berio, Festival Puccini – Torre del Lago, 2021, 2022 e 2023
- Infinite Falstaff - Racconto in sette parti tra Verdi, Shakespeare, Orson Welles, Frank Zappa, progetto di Daniele Abbado e Ruth Heynen, Lausitz Festival in collaborazione con Staatstheater Cottbus, 2021
- Peer Gynt di Enrik Ibsen, musiche di scena Edvard Grieg, Teatro Due Parma, Arena Shakespeare, RPF - Reggio Parma Festival, 2023
- Simon Boccanegra, direttore Lorenzo Viotti, con Luca Salsi, Eleonora Buratto, Charles Castronovo, Roberto De Candia, Teatro alla Scala Milano, 2024
- Dido and Aeneas di Henry Purcell, con inserti tratti da Cori di Didone di Luigi Nono - Die sieben Todsünden (I sette peccati capitali) di Kurt Weill, libretto di Bertolt Brecht, direttore Marco Angius, con Danielle de Niese, Bologna e Reggio Emilia, 2024
- La fabbrica illuminata di Luigi Nono – Erwartung  di Arnold Schönberg, Gran Teatro La Fenice, Venezia, 2024